# 信 (儒家)
信是儒家的核心价值、理念和规范要求。信即為诚实不欺、言行一致。汉儒把“信”加入四端（仁、义、礼、智），稱為五常。宋朝朱熹認為信承載其餘四端之“土”。儒家經典中，信也常與忠並列為“忠信”。从“信”的字面意义来看，“信”由“人”和“言”组成，即“人言为信”，其含义即诚实不欺。孔子把“信”视作人与人交往应该遵循的基本准则。与朋友交往，应守诺言，讲信用，以诚相待。做人要做到不欺诈，不虚伪，不掩饰。只有如此，才能达到人际关系的融洽与和谐。推己及人，社会就稳定和谐。孔子还认为，“信”还是一个人必须具备的品德。这种品德应该是说话算数，言行一致，不能出尔反尔，不能为了个人私欲而背弃诺言。 
《論語》中的“信”常被視為與西方“信任”（英語：trust）的概念相似:517，而Cecilia Wee認為前者相較於後者，較側重有實際言語表示的情況:529，有承諾並履行者，表現為有信:517。

## 《论语》中的“信”
《论语》作为儒家理念的“信”指诚实不欺。据杨伯俊统计，《论语》共计出现 38 个“信”字，以字义来分类：
- 诚实不欺（24）
- 相信，认为可靠 （11）
- 使相信，使信任 （1）
- 其它（2）

"信"在对人的要求上可划分为三个层次，即对"一般人"的要求、对"君子"的要求、对居"上位者"的要求。